# شارل لانوس
شارل لانوس (فرانسوی: Charles Lanusse‎؛ ۲۵ اوت ۱۸۹۶ – ۱۴ فوریهٔ ۱۹۷۶) دوچرخه‌سوار اهل فرانسه بود.